# Teatralny Uniwersytet Ludowy w Brusie
Teatralny Uniwersytet Ludowy w Brusie – placówka kulturalno-oświatowa w Brusie (obecnie część Łodzi) działająca w latach 1945-1948 pod kierunkiem Zofii Solarz.

## Siedziba

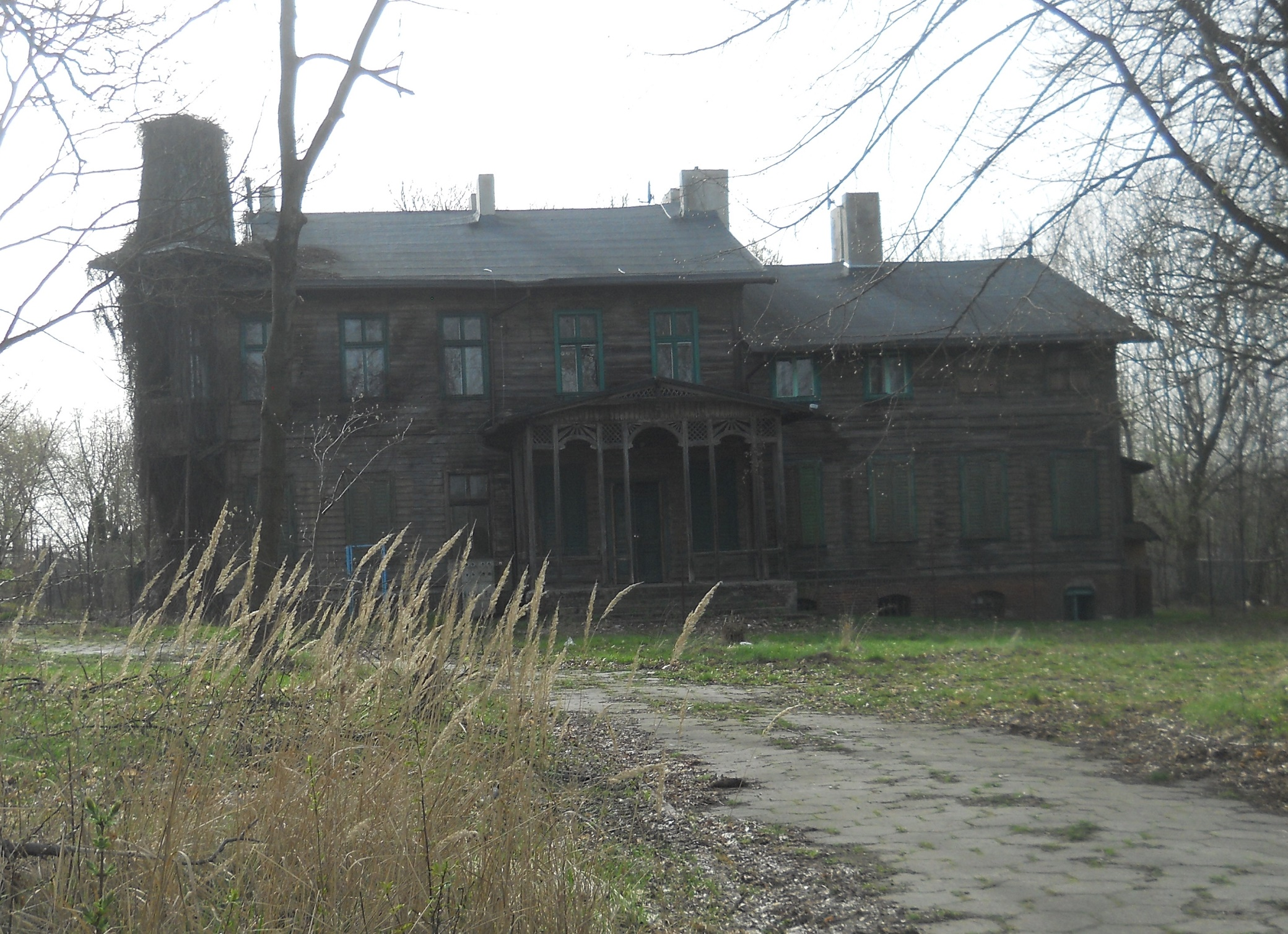
Dawna siedziba Teatralnego Uniwersytetu Ludowego w Brusie (obecnie Łódź).

Siedzibą Teatralnego Uniwersytetu Ludowego była drewniana willa w folwarku Ludwika Meyera (wówczas własność państwowa). Na parterze mieściła się świetlica, w której odbywały się wykłady wyposażona w pianino, ławy i stół dla prelegenta, a także kuchnia, pokój kąpielowy i dwie sypialnie. Pierwsze piętro przeznaczone były na część sypialną i pomieszczenia mieszkalne dla wykładowców.

## Kurs
Kurs adresowany był do osób dorosłych. Trwał 4 miesiące i jednorazowo brało w nim udział ok. 50 słuchaczy. Celem kursu było przygotowanie słuchaczy do pracy kulturalno-oświatowej w świetlicach wiejskich, domach kultury i bibliotekach. Program nauczania był oparty na doświadczeniach Zofii Solarz z pracy w przedwojennych uniwersytetach ludowych, w szczególności Uniwersytetu Ludowego w Gaci. W 1947 r. czas trwania kursu został wydłużony do całego roku.

## Działalność teatralna
Specyfiką Teatralnego Uniwersytetu Ludowego w Brusie był duży udział zajęć teatralnych w procesie kształcenia. Tę koncepcję Zofia Solarz konsultowała z Leonem Schillerem, który odniósł się do pomysłu przychylnie i zaoferował słuchaczom wolny wstęp do łódzkich teatrów. Stałym elementem działalności Teatralnego Uniwersytetu Ludowego były inscenizacje przygotowywane przez słuchaczy i prezentowane w świetlicy, a także dla szerszej publiczności na różnego typu zjazdach, uroczystościach, w Kołach Młodzieży Wiejskiej, TURZ-e i w fabrykach. Zespół słuchaczy Teatralnego Uniwersytetu Ludowego w Brusie wystąpił m.in. na zjeździe zjednoczeniowym Polskiej Partii Robotniczej i Polskiej Partii Socjalistycznej. Tematyka inscenizacji była różnorodna, przede wszystkim adaptowane utwory literackie, a także aktualne spektakle okolicznościowe: m.in. o życiu Jędrzeja Cierniaka, spektakl na czterolecie Milicji Obywatelskiej i inscenizacja Poematu pedagogicznego Antoniego Makarenki. Na użytek Teatralnego Uniwersytetu Ludowego powstała sztuka pt. Magia Brusu napisana przez Zofię Solarz we współpracy z Janem Aleksandrem Królem, który zarazem jest jej bohaterem. W utworze ukazana jest współpraca działacza partyjnego z ludźmi na wsi. Słuchacze często oglądali spektakle w profesjonalnych teatrach łódzkich, a także odbywali wycieczki zagraniczne, m.in. do Bratysławy.

## Wykładowcy i słuchacze
Kierowniczką i główną organizatorką placówki była Zofia Solarz, która również prowadziła wykłady. Do grona wykładowców należeli również: Maria Jędrzejec, Maria Biernacka i Stefan Lichański. Często odbywały się gościnne wykłady innych działaczy ludowych i ludzi kultury m.in. Dyzmy Gałaja, Mieczysława Grada, Henryka Szletyńskiego, Marii Maniakówny, Jadwigi Siekierskiej, Antoniego Piwowarczyka i Anieli Siemieniakówny. Do słuchaczy Teatralnego Uniwersytetu Ludowego w Brusie należeli późniejsi działacze kulturalni m.in.: Józefa Bogusz-Dzierżkowa i Jan Gzula.

## Likwidacja
Teatralny Uniwersytet Ludowy w Brusie został zamknięty decyzją władz w 1948 r. Oficjalną przyczyną były nieporozumienia na tle finansowym (braki w kasie). W opinii Zofii Solarz rzeczywistą przyczyną był nieprzychylny stosunek władz PRL do tradycji przedwojennych uniwersytetów ludowych (tzw. "Solarzowych").